# Elecciones generales de Malaui de 2019
Las elecciones generales de Malaui se celebraron el 21 de mayo de 2019, en las mismas se escogió al presidente de la república, la Asamblea Nacional y los gobiernos locales.
Fueron las 7° elecciones desde el establecimiento de la democracia en la historia del país, sin embargo el 3 de febrero de 2020, el Tribunal Constitucional anuló los resultados de las elecciones presidenciales debido a la evidencia de irregularidades y ordenó que se celebraran nuevas elecciones.

## Sistema electoral
El presidente de Malaui es elegido por mayoría simple, el candidato que más votos reciba es el ganador de la elección. Los 193 miembros de la Asamblea Nacional también son elegidos por mayoría simple en circunscripciones unipersonales.

## Repercusiones
El 3 de febrero de 2020, los jueces del Tribunal Constitucional malauí llegaron a Lilongüe para leer la disputada decisión sobre los resultados de las elecciones presidenciales después de viajar en un vehículo militar con una escolta policial pesada. Los jueces del tribunal se turnaron para leer la decisión de 500 páginas durante más de siete horas. El fallo anuló los resultados de las elecciones, concluyendo que habían sido manipuladas y no son libres y justas. La sentencia citó trampas rampantes, alteración de resultados y muchas otras malas prácticas electorales. Mutharika fue declarado elegido de forma indebida y, por lo tanto, ya no es Presidente. Todos los parlamentarios y concejales también fueron destituidos. Los jueces ordenaron nuevas elecciones dentro de 150 días.